# Face Off (série de televisão)
Face Off é um reality show e game show no Syfy americano da tv fechada, na qual um grupo de artistas de maquiagem de efeitos especiais competem um contra os outros para criar próteses, tais como aqueles encontrados na ficção científica e filmes de terror. Cada episódio apresenta um ou mais desafios, com o trabalho analisados por um painel de jurados e a eliminação de um ou mais artistas a cada semana até que o último vencedor é escolhido. A atriz McKenzie Westmore, conhecida por seu papel como Sheridan Crane na telenovela Passions da ex - NBC/DirecTV e um membro da família de artistas de maquiagem Westmore, apresenta o programa. Entre os jurados estão a maquiadora vencedora da  Academy Award Ve Neill, maquiador para cinema e televisão Glenn Hetrick, designer de criaturas e diretor Patrick Tatopoulos (temporadas 1—3), e designer de criaturas e conceitos Neville Page (temporada 3—presente). Artistas como Brian Grazer, Kevin Smith, Paul W. S. Anderson, Greg Nicotero, Rick Baker, Doug Jones, Len Wiseman e Gale Anne Hurd serviram como jurados convidados.
Face Off estreou em 26 de janeiro de 2011, no Syfy. Syfy anunciou em 16 de Março de 2011, que Face Off tinha sido renovada para uma segunda temporada. A carcaça foi programado para começar no final do mesmo mês. A 2ª Temporada começou a ser exibida em 11 de janeiro, 2012. Em 7 de fevereiro de 2012, O Syfy anunciou que o Face Off tinha sido renovada para uma terceira temporada. a terceira Temporada de Face Off estreou em 21 de agosto de 2012. Em outubro 8, 2012, E o Syfy anunciou que o Face Off iria retornar para uma quarta temporada, que estreou em 15 de janeiro de 2013. Na quarta temporada, o show começou um show on - Face Off Redenção em que eliminou os competidores a partir da 4ª temporada teria uma chance de ganhar um lugar na 5ª temporada, que estreou em agosto de 2013.

## Formato
Face Off é apresentado como uma progressiva eliminação na concorrência entre 12 a 16 artistas de maquiagem. A cada semana, os artistas enfrentam uma "desafio holofote" (spotlight challenge) que testa sua arte e técnicas para criar, em três dias, uma maquiagem completa de acordo com o tema. O primeiro dia permite cinco horas para o design de conceito e escultura; o segundo dia, de 9½—10 horas para terminar os moldes; e um dia final de quatro horas para aplicar a maquiagem e uma hora para retoques. Os juízes, em seguida, têm a oportunidade de olhar para as maquiagens de longe e de perto, e decidir as melhores e piores maquiagens da semana. Um artista considerado vencedor, por vezes, recebe um bônus especial, tais como a imunidade de eliminação ou uma recompensa em dinheiro, e o artista responsável pela pior maquiagem será eliminado do programa.
Alguns episódios também apresentam um desafio da fundação, um desafio que introduz uma nova técnica em menor escala, e o vencedor é premiado com uma vantagem para a semana do desafio holofote, variando de imunidade de eliminação a ter permissão para ser o primeiro a fazer uma escolha dada aos participantes quanto ao tema da maquiagem.
Temporadas mais recentes têm incluído um desafio de "justa" (gauntlet), onde os artistas participam em três rodadas de desafios ao longo de dois dias, com rodadas com um sistema de pontos para determinar o vencedor e o perdedor. Os vencedores de cada rodad são salvos e não precisam participar das rodadas seguintes.
O formato de eliminação prossegue até restarem três ou quatro participantes. Neste ponto, eles são, geralmente, dados um desafio maior que tipicamente envolve a composição de dois ou mais personagens para uma curta-metragem ou algo semelhante para caracterizar o seu trabalho. Os juízes reveem a maquiagem dentro do contexto deste último momento para determinar o vencedor. O vencedor do Face Off recebe US$100.000 e um ano de fornecimento de maquiagem de Alcone (alterado para US$25.000 em maquiagem na 2ª temporada), um "grande prêmio, que irá iniciar uma carreira". A segunda temporada adicionado 2012 do Toyota Camry Hybrid para o seu pacote de prémios. O vencedor da 3ª temporada do grande prêmio recebeu o mesmo US$25.000 de maquiagem Alcone e US$100.000 em dinheiro, além da oportunidade de se tornar um palestrante convidado em "Ever Academy" em Nova York, Paris, e um Toyota Prius v. O pacote de prémios para a 4 ª temporada, continua o mesmo, com exceção do Fiat 500 substituindo o Prius V como prêmio.

## Produção e desenvolvimento
O Syfy começou o desenvolvimento do Face Off em Março de 2010, em associação com a empresa de produção de Missão de Controle de Mídia. Syfy confirmou que havia comprado a série em Maio e anunciou a apresentadora e os jurados em novembro. Os produtores abriram chamadas em Los Angeles e Orlando, Flórida e aceitaram audição através de vídeos até 15 de setembro.

## Temporadas

### 1ª Temporada (2011)
A primeira temporada de Face Off foi ganho por Conor McCullagh de Orlando, na Flórida. A 1ª temporada atraiu uma audiência média de 1,4 milhões de espectadores por episódio durante a 1ª temporada.

### 2ª Temporada (2012)
A 2ª temporada de Face Off foi vencido por Rayce Bird de Shelley, Idaho. A 2ª temporada teve a melhor performance de qualquer série original do Syfy desde 09 de novembro, mesmo aumentando a partir dessas classificações, nos episódios subsequentes. O episódio atraiu mais de 2,4 milhões de espectadores, e foi SyFy mais visto de improviso programa de televisão de sempre.

### 3ª Temporada (2012)
O Syfy realizada abrir audições para a terceira temporada no dia 19 de novembro, de 2011, em Los Angeles, Califórnia e Orlando, Flórida. As filmagens começaram durante a primavera de 2012, para estar pronto para um lançamento de verão. A terceira temporada da Face Off estreou em 21 de agosto de 2012. Os participantes selecionados foram revelados ao público em 29 de junho de 2012. Esta é a primeira temporada da série, onde dois parentes foram selecionados como participantes: gêmeos fraternos irmãos Eric e Derek Garcia estavam entre os que foram escolhidos para participar. Enquanto Neill e Hetrick permanecem como juízes, conceito designer Neville Page tornou-se um substituto juiz com Tatopoulos aparecendo na estréia da temporada, um episódio subsequente, e o finale. O episódio foi transmitido ao vivo no dia das bruxas, 31 de outubro de 2012 e os telespectadores votaram para o vencedor. No meio da temporada, os cinco primeiros eliminados concorrentes (excluindo Joe Castro, que foi o primeiro competidor já desclassificado da competição no primeiro episódio da temporada) foram autorizados a competir em um desafio da fundação, com o victor retornando para o show. Este desafio foi vencido por Nicole Chilelli de Sacramento, Califórnia, que passou a se tornar nesta temporada de campeão.

### 4ª temporada (2013)
Syfy pegou Face Off para uma quarta temporada em 9 de outubro de 2012, que estreou em 15 de janeiro de 2013. Um sneak peek da próxima temporada, estreou durante a 3ª temporada.  A 4ª temporada, foi vencido por Anthony Kosar de Chicago, Illinois.

### 5ª Temporada (2013)
. Durante a 4ª temporada de Face Off redenção, Eric Zapata ganhou um lugar como um dos oito devolver os participantes que estão para competir contra os oito novos participantes. Esta foi a 2ª temporada, que um competidor voluntariamente deixou a competição, quando a laney. partiu no episódio 11. A temporada foi vencida por Laura Tyler de Orlando, Flórida, que foi um dos finalistas na 3ª temporada.

### 6ª Temporada (2014)
A 6ª temporada, iniciado em 14 de janeiro de 2014. Esta temporada foi vencida pelo Rashaad Santiago do Bronx, Nova Iorque, Nova Iorque. Esta temporada teve um tema de "extremos". Durante esta época, os juízes tinham poder para salvar um participante que normalmente teria sido eliminado. Esta temporada também contou com uma viagem para Tóquio, no Japão, onde os artistas competiu em um Oni fundação desafio e encontrou inspiração para um Anime holofotes desafio.

### 7ª Temporada (2014)
A 7ª temporada foi anunciado em 18 de abril de 2014. estreou no dia 22 de julho, 2014. Esta época dispõe de um quarto juiz, Lois Burwell. A 7ª temporada foi vencida por Dina Cimarusti de Chicago, Illinois. Esta época também se centrou no tema "a vida e a morte" e usou o tema para muitos dos desafios. Nesta temporada empregado a tempo de salvar de uma eliminado o participante que foi introduzido na 6ª temporada.

### 8ª Temporada (2015)
A 8ª temporada foi anunciado em 22 de outubro de 2014. Ele foi lançado em 13 de janeiro de 2015. Durante esta temporada, a 15 de novos artistas são colocados em três equipes de cinco, cada uma comandada por um antigo vencedor do Rosto. Os treinadores foram Rayce de Aves (vencendo da 2ª temporada), Anthony Kosar (vencedor da 4ª temporada), e Laura Tyler (vice-campeã da 3ª temporada e campeã da 5ª temporada). Se cada membro de uma equipe de treinadores é eliminado, o que o treinador deixa a competição. Esta temporada foi vencida por Darla Edin de Minneapolis, Minnesota. Ela fazia parte da Equipe de Laura, fazendo com que Laura a primeira pessoa a ganhar se Enfrentam duas vezes.

### 9ª Temporada (2015)
A 9ª temporada foi anunciado em 8 de abril de 2015. Ele estreou em 28 de julho de 2015. Esta temporada teve um tema de "surpresas" e contou com dois novos desafio formatos: foco desafios e A Luva. Em um foco desafio, os artistas são dois dias (ao contrário dos habituais três alocado para um foco desafio) para criar uma maquiagem que foca o rosto e forte do aplicativo é enfatizada. A Luva é uma série de três consecutivos fundação desafios, cada um testando um aspecto diferente dos artistas' habilidades. A menos artista de sucesso depois de três rodadas é eliminado. O final da temporada teve lugar no dia 27 de outubro, 2015. O vencedor da temporada 9 foi Nora Hewitt, da Barkhamsted, Connecticut.

### 10ª Temporada (2016)
A 10ª temporada foi anunciada em 27 de outubro de 2015. Ele estreou no dia 13 de janeiro, em 2016. Nesta época, os juízes foram autorizados para salvar um participante que normalmente seriam eliminadas, um dispositivo usado anteriormente na 6ª e 7ª temporadas. O vencedor desta edição foi Rob Seal de Lake View Terrace, na Califórnia.

### 11ª Temporada (2017)
A 11ª temporada estreou em 24 de janeiro de 2017. A temporada contou com um all star elenco de 16 competidores e tinha todos eles trabalhando em equipes de dois, até o episódio 8. A partir deste episódio 9, a competição é individual. O vencedor foi Cig Neutron de Los Angeles, Califórnia, que foi um dos finalistas na 7ª temporada.

### 12ª Temporada (2017)
A 12ª temporada estreou em 13 de junho de 2017. Nesta temporada, os 12 novos artistas foram divididos em dois concorrentes FX lojas. O vencedor desta edição foi Andrew Freeman de Glendora, na Califórnia.

### 13ª Temporada (2018)
A 13º temporada estreia em 05 de junho de 2018, e será a última a ser exibida pelo Syfy.